# Celso Albinovano
Celso Albinovano (I secolo a.C. – I secolo a.C.) è stato un politico e poeta romano.

## Biografia
Conoscente di Quinto Orazio Flacco, a Celso venne indirizzata una delle sue Epistole. Purtroppo dell'autore non restano né notizie biografiche né opere note, e ci si deve quindi per forza rifare alle poche informazioni riportate da Orazio nella sua opera, che, tra l'altro, ci rivela come Celso fosse, più che amico, semplice conoscente del poeta, come si nota dal tono insolitamente compassato e freddo dell'epistola indirizzatagli.

Alcuni ritengono potesse essere legato al poeta Albinovano Pedone, attivo nell'ultimo periodo dell'Età augustea.

Sappiamo, proprio dall'epistola oraziana, che Celso fu segretario del principe Tiberio, che accompagnò in una spedizione in Oriente compiuta nel 21 a.C.

## Opere
Orazio riporta una sua qualche abilità letteraria nelle epistole dove lo ammonisce a non copiare e a non rifarsi a opere di altri autori, riferendo come questa non sia la prima volta, dal che potrebbe dedursi che Celso Albinovano fosse imitatore dei classici raccolti, come afferma Orazio, nella Biblioteca del Palatino.